# Erasmo Carlos
Erasmo Esteves, meglio noto come Erasmo Carlos (Rio de Janeiro, 5 giugno 1941 – Rio de Janeiro, 22 novembre 2022), è stato un cantante e compositore brasiliano.

## Biografia
Erasmo Carlos iniziò la sua carriera musicale negli anni '60, diventando ben presto un importante esponente della musica pop brasiliana, che egli seppe mescolare con soul e rock 'n' roll. 
Tra i suoi maggiori successi vi furono hit come Sentado à Beira do Caminho, É proibido fumar, Além do Horizonte, Amigo e Festa de Arromba.
Morì nel 2023, a causa di una pannicolite . Al momento del decesso il suo patrimonio ammontava a 25 milioni di R$. 

## Vita privata
Era sposato dal 1980: dal matrimonio nacquero tre figli maschi.

## Curiosità
- Non era in alcun modo imparentato col più noto Roberto Carlos; il cognome d'arte era in realtà una sigla. Le sei lettere stavano infatti per: Cristo, Agua, Roza, Leao, Oro, Sol.

## Discografia

### Album studio
- 1962 - Mil Bikinis Compacto Duplo
- 1965 - A Pescaria
- 1966 - Você Me Acende
- 1967 - Erasmo Carlos
- 1967 - O Tremendão: Erasmo Carlos
- 1968 - Erasmo Carlos
- 1970 - Erasmo Carlos e os Tremendões
- 1971 - Carlos, Erasmo
- 1972 - Sonhos e Memórias
- 1974 - Projeto Salva Terra
- 1976 - Banda dos Contentes
- 1978 - Pelas Esquinas de Ipanema
- 1980 - Erasmo Convida
- 1981 - Mulher
- 1982 - Amar pra Viver ou Morrer de Amor
- 1984 - Buraco Negro
- 1985 - Erasmo Carlos
- 1986 - Abra Seus Olhos
- 1988 - Apesar do Tempo Claro...
- 1992 - Homem de Rua
- 1996 - É Preciso Saber Viver
- 2001 - Pra Falar de Amor
- 2004 - Santa Música
- 2007 - Erasmo Convida, Volume II
- 2009 - Rock 'n' Roll
- 2011 - Sexo
- 2012 - 50 Anos de Estrada
- 2024 - Erasmo Esteves

### Live
- (1975) Hollywood Rock (unofficial album dal vivo, pubblicato solo su LP, e dividido con Raul Seixas, O Peso e Rita Lee e Tutti Frutti)
- (1989) Sou uma Criança
- (2011) Ao Vivo
- (2012) 50 Anos de Estrada

## Filmografia
- Offline (Modo avião), regia di César Rodrigues (2020)